# Прокурор
Прокурорът е основен правен представител на обвинението и служител на прокуратурата. Обвинението е правната страна, която отговаря за представянето на случая по криминално производство срещу лице, обвинено в нарушаване на закона.
В страните, възприели изцяло състезателен наказателен процес (англосаксонска правна система), прокурорът има фигурата на своеобразен адвокат на държавата. Прокурорът защитава обществения интерес според предоставените му от законодателната уредба правомощия. В различните държави основните права и задължения и произтичащите от тях отговорности на прокурорите са регламентирани посредством конституцията на съответната държава.

## Правомощия на прокурора
Наказателно процесуален кодекс:
След като получи делото, прокурорът прекратява, спира наказателното производство, внася предложение за освобождаване от наказателна отговорност с налагане на административно наказание или предложение за споразумение за решаване на делото, или повдига обвинение с обвинителен акт, ако са налице основанията за това.
Когато при предявяване на разследването разследващият орган е допуснал съществени процесуални нарушения, прокурорът му указва да ги отстрани или ги отстранява сам.
Когато намери за необходимо, прокурорът може да извърши и допълнителни действия по разследването, както и други процесуални действия, след което предявява разследването.
Прокурорът осъществява правомощията си по ал. 1 - 3 в най-кратък срок, но не по-късно от един месец от получаване на делото.

Когато делото представлява фактическа и правна сложност, срокът по ал. 4 може да бъде удължен с един месец от административния ръководител на съответната прокуратура или оправомощен от него прокурор по мотивирано искане на наблюдаващия прокурор.

## Прокуратурата в България
В съвременната Конституция на България прокуратурата е независим и централизиран орган. Главният прокурор на страната се избира от Висшия съдебен съвет за период от 7 години.
|  | Тази страница частично или изцяло представлява превод на страницата Prosecutor в Уикипедия на английски. Оригиналният текст, както и този превод, са защитени от Лиценза „Криейтив Комънс – Признание – Споделяне на споделеното“, а за съдържание, създадено преди юни 2009 година – от Лиценза за свободна документация на ГНУ. Прегледайте историята на редакциите на оригиналната страница, както и на преводната страница, за да видите списъка на съавторите. ВАЖНО: Този шаблон се отнася единствено до авторските права върху съдържанието на статията. Добавянето му не отменя изискването да се посочват конкретни източници на твърденията, които да бъдат благонадеждни. |